# Puerto Rico en los Juegos Olímpicos de Atlanta 1996
Puerto Rico estuvo representado en los Juegos Olímpicos de Atlanta 1996 por un total de 69 deportistas, 47 hombres y 22 mujeres, que compitieron en 16 deportes.
La portadora de la bandera en la ceremonia de apertura fue la jugadora de sóftbol Ivelisse Echevarría.

## Medallistas
El equipo olímpico puertorriqueño obtuvo las siguientes medallas:
| Nombre             | Deporte | Competición |
| ------------------ | ------- | ----------- |
| Oro                |         |             |
| —                  |         |             |
| Plata              |         |             |
| —                  |         |             |
| Bronce             |         |             |
| Daniel Santos Peña | Boxeo   | 67 kg M     |